# Krivača (okręg morawicki)
Krivača (cyr. Кривача) – wieś w Serbii, w okręgu morawickim, w gminie Lučani. W 2011 roku liczyła 157 mieszkańców.